# Смерть Дружбы
Смерть Дружбы (англ. Friendship's Death) — фантастический фильм, экранизация рассказа режиссёра Питера Уоллена.

## Сюжет
Действие фильма разворачивается на Ближнем Востоке во время конфликта Палестины и Иордании 1970 года. Британский журналист Салливан, освещающий в прессе события Чёрного сентября, спасает от преследования боевиков ООП молодую девушку. Девушка признается Салливану, что на самом деле она — андроид по имени Дружба, которую инопланетяне отправили много лет назад с миссией мира на Землю…

## В ролях
- Тильда Суинтон — Дружба
- Билл Патерсон — Салливан
- Руби Бейкер — Кэтрин Салливан